# Neidhart von Reuental
Neidhart Von Reuental, noto anche come Nîthart von Riuwental (Baviera, ... – Austria, ...; fl. XIII secolo), è stato un compositore di Minnesang tedesco, attivo in Austria dal 1210 al 1240.

## Biografia
Poco si conosce sulla sua vita, se non quello che emerge da rari documenti che parlano della sua attività artistica. Da questi emerge che fu uno dei più noti Minnesänger tedeschi del suo tempo e che fu attivo, soprattutto in Austria, nella prima metà del XIII secolo. È noto altresì per essere stato, nelle sue composizioni, sarcastico e comico allo stesso tempo. Le sue melodie sono giunte a noi molto più numerose di quelle di qualsiasi altro Minnesänger. Fu forse al seguito dell'imperatore Federico II Hohenstaufen, durante la sesta crociata, insieme a un'affollata compagnia di menestrelli e poeti cortesi, tra cui Tannhäuser e Freidank.
Il suo nome è, molto probabilmente, uno pseudonimo, il cui significato è più o meno Cuore Spietato dalla Valle dei lamenti. La seconda parte del suo nome, comunque, venne "ricostruita" dai filologi del XIX secolo, che gli diedero letteralmente il ruolo di "dicitore" che chiama se stesso "von Reuental" nei suoi poemi, e combina ciò con il nome dell'autore, che era "Nithart". Tutti i manoscritti, fino al XV secolo parlano di lui come "Nithart". Le sue canzoni sono spesso in contrasto con le tematiche degli altri minnesinger, che riguardavano amori romantici e storie di corte. Questo suo stile è stato definito Höfische Dorfpoesie (poesia di villaggio) dal filologo Karl Lachmann e fu spesso imitato da compositori chiamati pseudo-Neidhart.
Probabilmente, la sua canzone più nota è Meienzît (tempo di maggio) nella quale Neidhart inizia descrivendo un pacifico scenario primaverile ma presto passa ad accusare, i suoi avversari e diversi amici, di averlo tradito.